# 2013년 독일 연방의회 선거
2013년 독일 총선거는 전체 598석의 독일 연방의회 의석과 33석의 추가 의석을 선출하기 위하여 2013년 9월 22일에 독일 전 지역에서 실시되었다. 총 44,309,925명의 유권자가 투표에 참여해 투표율 71.5%를 기록하였다.
선거 전 앙겔라 메르켈 총리가 이끄는 기독교 민주연합은 유럽의 다른 나라에 비해 경제적 안정과 메르켈 총리의 외교 능력으로 인해 높은 지지를 받고 있었다. 그러나 기민련과의 연정 동반자였던 자유민주당은 경제 위기 속에서 신자유주의 정책만을 고집하였으며 사회적 대안을 마련하던 여러 군소 정당과 달리 확실한 대안을 보여주지 못해 5%를 넘나드는 낮은 지지를 받고 있었다. 이로 인해 자민당은 비례대표 최저 득표율 5%를 넘기지 못할 가능성이 커져 기민련과 자민당의 연정 내각이 정권 재창출을 이뤄내기가 불투명해졌다. 한편 사회민주당과 녹색당은 두 정당의 지지도를 합해도 기민련을 넘지 못하자 선거 기간 중 최저 임금을 공약으로 내걸었다. 한편 좌파당은 사민당과 녹색당의 연정에 참여하기를 희망하였으나 정치적 간격이 컸던 사민당은 이에 대해 찬성하지 않았다.
선거 결과 기민련은 41.5%를 얻어 높은 득표율을 얻었으나 311석을 얻는 데 그쳐 과반에 5석 모자라는 의석을 확보하게 되었다. 자민당은 4.8%를 얻어 5% 봉쇄 조항에 따라 1949년 총선 이후 최초로 원내 진입에 실패해 93석에 달아는 의석을 모두 잃게 되었다. 사민당은 지난 총선에 비해 의석수가 증가하였으나 좌파당과 녹색당은 소폭 감소하였다. 한편 2011년부터 지지를 모으던 해적당은 2.2%에 그쳤으며 선거 막판 창당된 반유로 정당 독일을 위한 대안도 4.7%에 그쳐 의석수를 할당받지 못하였다. 이후 메르켈 총리는 연정 파트너로 사민당을 선택해 전후 세번째 대연정이 성립되었다.

## 선거 결과
| 정당        | 정당                                | 지역구     | %     | 의석 | +/-  | 비례대표   | %     | 의석 | +/-  | 의석 | +/- |
| ----------- | ----------------------------------- | ---------- | ----- | ---- | ---- | ---------- | ----- | ---- | ---- | ---- | --- |
|             | 독일 기독교 민주연합 (CDU)          | 16,233,642 | 37.21 | 191  | 18   | 14,921,877 | 34.13 | 64   | 43   | 255  | 61  |
|             | 독일 사회민주당 (SPD)               | 12,843,458 | 29.44 | 58   | 6    | 11,252,215 | 25.73 | 135  | 53   | 193  | 47  |
|             | 좌파당 (DIE LINKE)                  | 3,585,178  | 8.22  | 4    | 12   | 3,755,699  | 8.59  | 60   | 보합 | 64   | 12  |
|             | 동맹 90/녹색당 (GRÜNE)              | 3,180,299  | 7.29  | 1    | 보합 | 3,694,057  | 8.45  | 62   | 5    | 63   | 5   |
|             | 바이에른 기독교 사회연합 (CSU)      | 3,544,079  | 8.12  | 45   | 보합 | 3,243,569  | 7.42  | 11   | 11   | 56   | 11  |
|             |                                     |            |       |      |      |            |       |      |      |      |     |
|             | 자유민주당 (FDP)                    | 1,028,645  | 2.36  | 0    | 보합 | 2,083,533  | 4.76  | 0    | 93   | 0    | 93  |
|             | 독일을 위한 대안 (AfD)              | 810,915    | 1.89  | 0    | 보합 | 2,056,985  | 4.70  | 0    | 보합 |      |     |
|             | 독일 해적당 (PIRATEN)               | 963,623    | 2.21  | 0    | 보합 | 959,177    | 2.19  | 0    | 보합 |      |     |
|             | 독일 국가민주당 (NPD)               | 635,135    | 1.46  | 0    | 보합 | 560,828    | 1.28  | 0    | 보합 |      |     |
|             | 자유 유권자 (FW)                    | 431,640    | 0.99  | 0    | 보합 | 423,977    | 0.97  | 0    | 보합 |      |     |
|             | 인류환경동물보호 (Tierschutzpartei) | 4,437      | 0.01  | 0    | 보합 | 140,366    | 0.32  | 0    | 보합 |      |     |
|             | 생태민주당 (ÖDP)                    | 128,209    | 0.29  | 0    | 보합 | 127,088    | 0.29  | 0    | 보합 |      |     |
|             | 공화당 (REP)                        | 27,299     | 0.06  | 0    | 보합 | 91,193     | 0.21  | 0    | 보합 |      |     |
| 보합        | 당 (Die PARTEI)                     | 39,388     | 0.09  | 0    | 보합 | 78,674     | 0.18  | 0    | 보합 |      |     |
|             | 기타 정당                           | 169,095    | 0.39  | 0    | 보합 | 337,618    | 0.77  | 0    | 보합 |      |     |
| 유효 득표수 | 유효 득표수                         | 43,625,042 | 98.45 | 299  | 보합 | 43,726,856 | 98.68 | 631  | 8    |      |     |
| 무효표      | 무효표                              | 684,883    | 1.55  |      |      | 583,069    | 1.32  |      |      |      |     |
| 전체        | 전체                                | 44,309,925 |       |      |      | 44,309,925 |       |      |      |      |     |

| 311     | 193 | 64    | 63    |
| CDU/CSU | SPD | Linke | Grüne |

| \| 득표율 \| 득표율 \| 득표율 \| 득표율 \| 득표율 \| \| -------- \| -------- \| ------ \| ------ \| ------ \| \| \| \| \| \| \| \| 우니온 \| 우니온 \| \| 41.54% \| 41.54% \| \| 사회민주 \| 사회민주 \| \| 25.73% \| 25.73% \| \| 좌파 \| 좌파 \| \| 8.59% \| 8.59% \| \| 녹색 \| 녹색 \| \| 8.45% \| 8.45% \| \| 자유민주 \| 자유민주 \| \| 4.76% \| 4.76% \| \| 대안 \| 대안 \| \| 4.70% \| 4.70% \| \| 기타 \| 기타 \| \| 6.21% \| 6.21% \| |          |  |        |        |
| 득표율 |          |  |        |        |
| |          |  |        |        |
| 우니온 | 우니온   |  | 41.54% | 41.54% |
| 사회민주 | 사회민주 |  | 25.73% | 25.73% |
| 좌파 | 좌파     |  | 8.59%  | 8.59%  |
| 녹색 | 녹색     |  | 8.45%  | 8.45%  |
| 자유민주 | 자유민주 |  | 4.76%  | 4.76%  |
| 대안 | 대안     |  | 4.70%  | 4.70%  |
| 기타 | 기타     |  | 6.21%  | 6.21%  |

| \| 의석율 \| 의석율 \| 의석율 \| 의석율 \| 의석율 \| \| -------- \| -------- \| ------ \| ------ \| ------ \| \| \| \| \| \| \| \| 우니온 \| 우니온 \| \| 49.29% \| 49.29% \| \| 사회민주 \| 사회민주 \| \| 30.59% \| 30.59% \| \| 좌파 \| 좌파 \| \| 10.14% \| 10.14% \| \| 녹색 \| 녹색 \| \| 9.98% \| 9.98% \| |          |  |        |        |
| 의석율 |          |  |        |        |
| |          |  |        |        |
| 우니온 | 우니온   |  | 49.29% | 49.29% |
| 사회민주 | 사회민주 |  | 30.59% | 30.59% |
| 좌파 | 좌파     |  | 10.14% | 10.14% |
| 녹색 | 녹색     |  | 9.98%  | 9.98%  |

### 주별 선거 결과

#### 주별 당선자 (괄호는 지역구 당선자)
|                           | Union     | SPD      | LINKE  | GRÜNE  | 합 계 |
| ------------------------- | --------- | -------- | ------ | ------ | ----- |
| 바덴뷔르템베르크 주       | 43 (38)   | 20       | 5      | 10     | 78    |
| 바이에른 주               | 56 (45)   | 22       | 4      | 9      | 91    |
| 베를린 주                 | 9 (5)     | 8 (2)    | 6 (4)  | 4 (1)  | 27    |
| 브란덴부르크 주           | 9 (9)     | 5 (1)    | 5      | 1      | 20    |
| 브레멘 주                 | 2         | 2 (2)    | 1      | 1      | 6     |
| 함부르크 주               | 5 (1)     | 5 (5)    | 1      | 2      | 13    |
| 헤센 주                   | 21 (17)   | 16 (5)   | 3      | 5      | 45    |
| 메클렌부르크포어포메른 주 | 6 (6)     | 3        | 3      | 1      | 13    |
| 니더작센 주               | 31 (17)   | 25 (13)  | 4      | 6      | 66    |
| 노르트라인베스트팔렌 주   | 63 (37)   | 52 (27)  | 10     | 13     | 138   |
| 라인란트팔츠 주           | 16 (14)   | 10 (1)   | 2      | 3      | 31    |
| 자를란트 주               | 4 (4)     | 3        | 1      | 1      | 9     |
| 작센 주                   | 17 (17)   | 6        | 8      | 2      | 33    |
| 작센안할트 주             | 9 (9)     | 4        | 5      | 1      | 19    |
| 슐레스비히홀슈타인 주     | 11 (9)    | 9 (2)    | 1      | 3      | 24    |
| 튀링겐 주                 | 9 (9)     | 3        | 5      | 1      | 18    |
| 합계                      | 311 (236) | 193 (58) | 64 (4) | 63 (1) | 631   |

## 선거 이후

### 기민당-기사련 연합
기민-기사 연합은 18,165,446표를 얻으며 연방의회에 311석의 의석을 확보하였다. 과반수인 316석에 5석 모자르지만 사실상 이는 메르켈과 기민-기사 연합의 압승이라고 봐도 무방하다.
기민-기사 연합은 자민당과 연정을 이룰려고 하였으나, 자민당이 이번 선거에서 0석을 얻는 대 참패를 겪어 연정에 실패했다. 더군다나 기민-기사 연합을 제외하면 모든 원내 정당이 좌익정당이었기 때문에 연정에 더 어려움을 겪었다.
총리 앙겔라 메르켈은 어쩔수 없이 사민당과의 대연정을 한다고 발표하였다. 이번 대연정으로 여당은 504석이나 되는 의석을 거느리게 되었다.

### 사회민주당
사민당은 193석의 의석을 지녀 많은 의석을 확보하였다. 지난 선거보다 40여석이 더 늘어났다. 반면 좌파당은 의석수가 12석 줄어 들었다.
이때 사민당이 녹색당-좌파당과 연정하는 소위 적-적-녹 연정이 가능하였다. 이때 기민기사 연합-자민당 연정의 지지율은 45%였고, 적-적-녹 연정의 지지율은 46%였다. 그러나 사민당에서 `신뢰할 수 없다`는 이유로 연정을 포기했다.
페어 슈타인 브뤽 사민당 총리 후보는 중도좌파 사민당과 좌파~극좌 성향의 좌파당과는 경제정책, 재정정책과 맞지 않아 융합이 불가능하다고 밝혔다.

### 자유민주당
자민당은 2009년보다 93석이 줄어드는 대참패를 겪었다.